# Cliftonia monophylla
Cliftonia monophylla là một loài thực vật có hoa trong họ Cyrillaceae. Loài này được (Lam.) Britton mô tả khoa học đầu tiên năm 1891.

## Hình ảnh

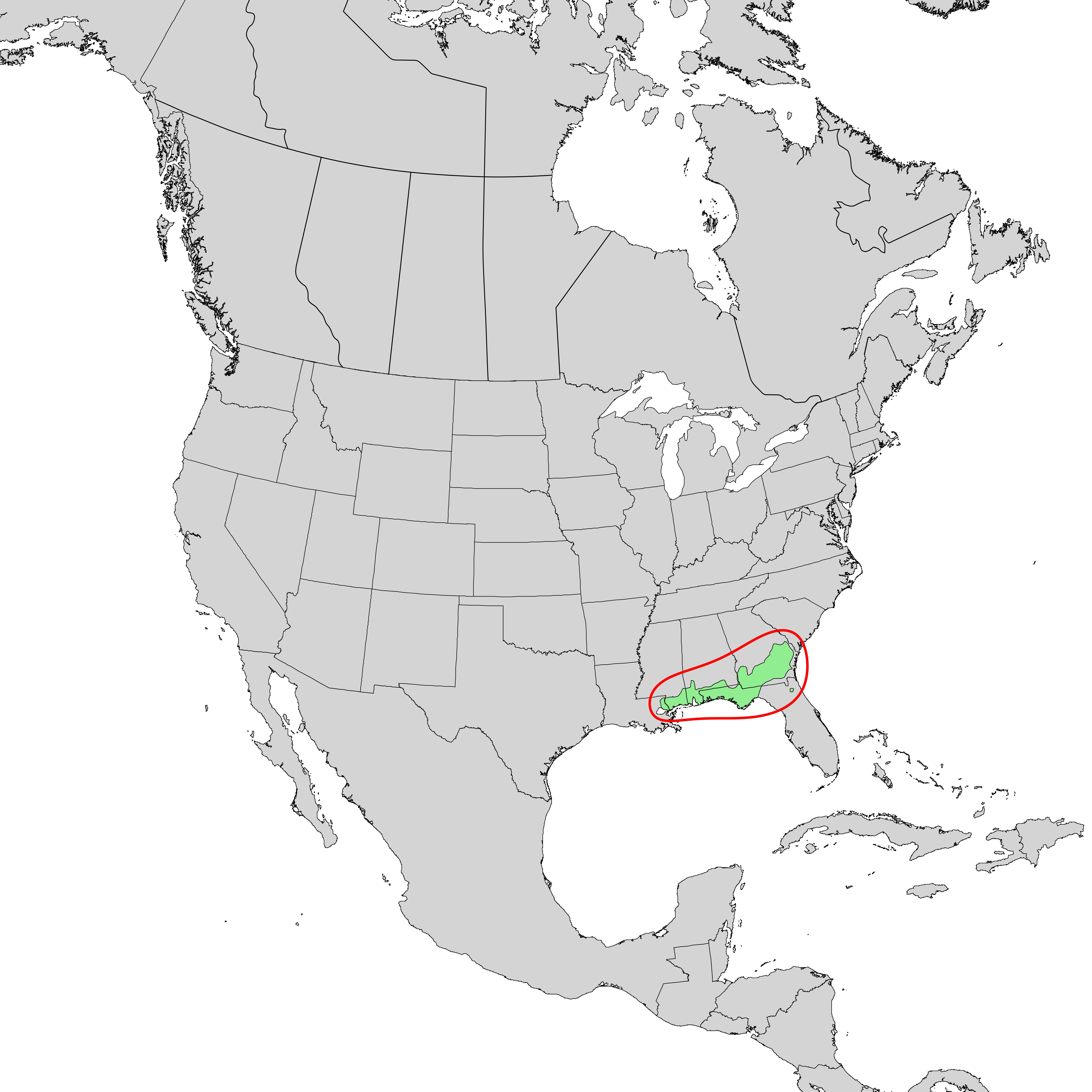
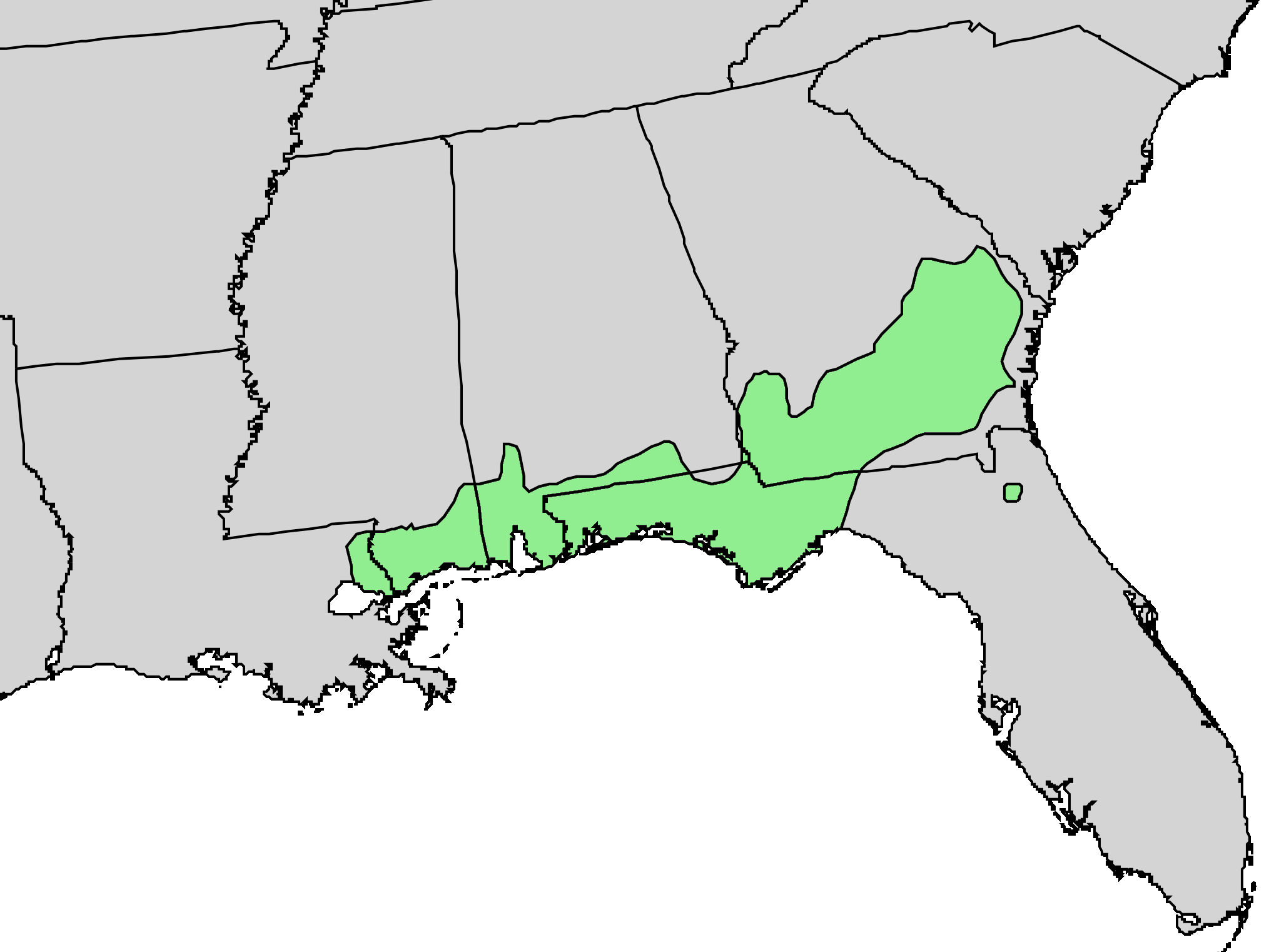
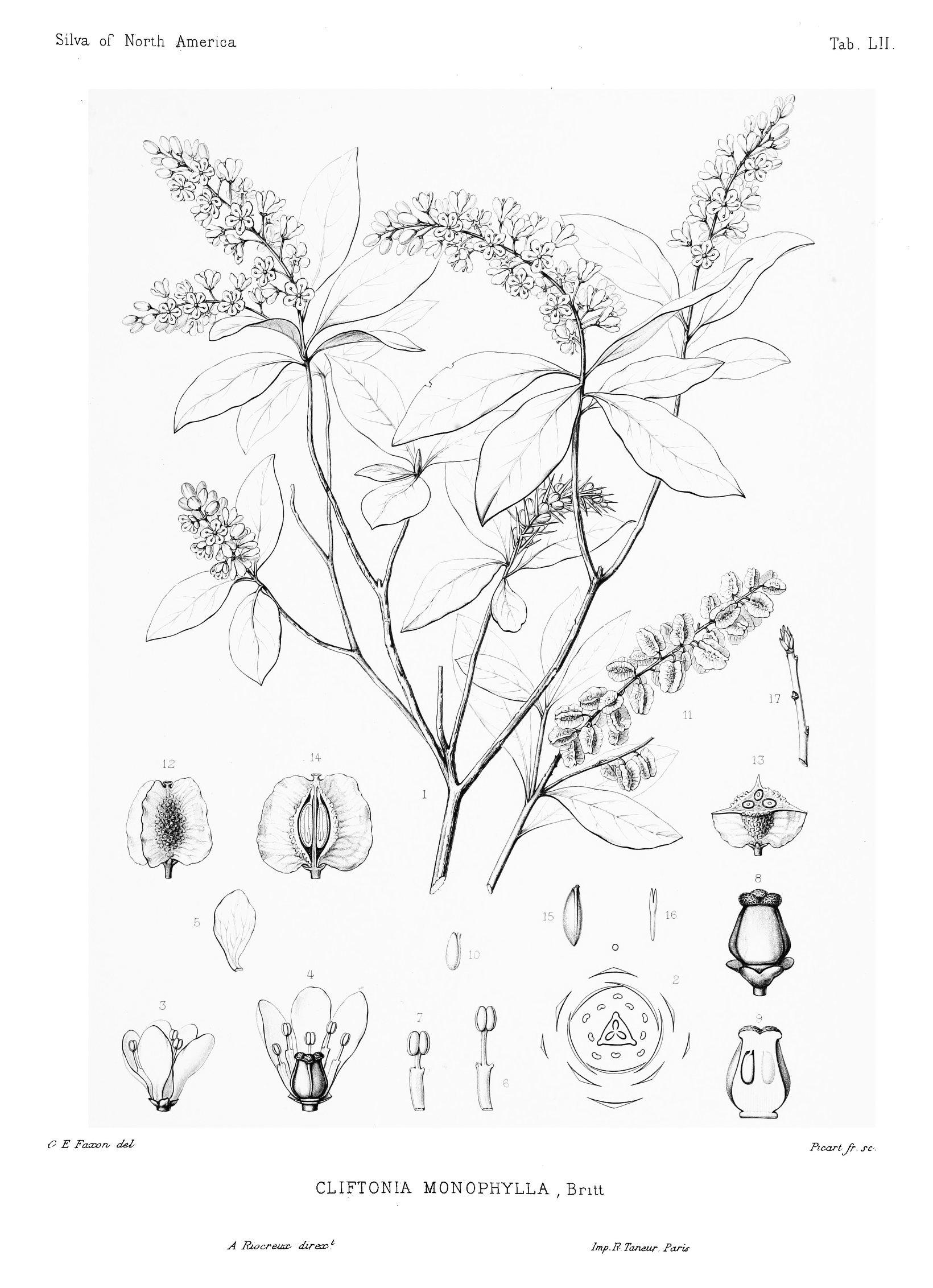